# Teocelo (kommun)
Teocelo är en kommun i Mexiko.   Den ligger i delstaten Veracruz, i den sydöstra delen av landet, 230 km öster om huvudstaden Mexico City.
Följande samhällen finns i Teocelo:
- Teocelo
- Independencia
- Santa Rosa
- El Zapote